# Alex Mullink

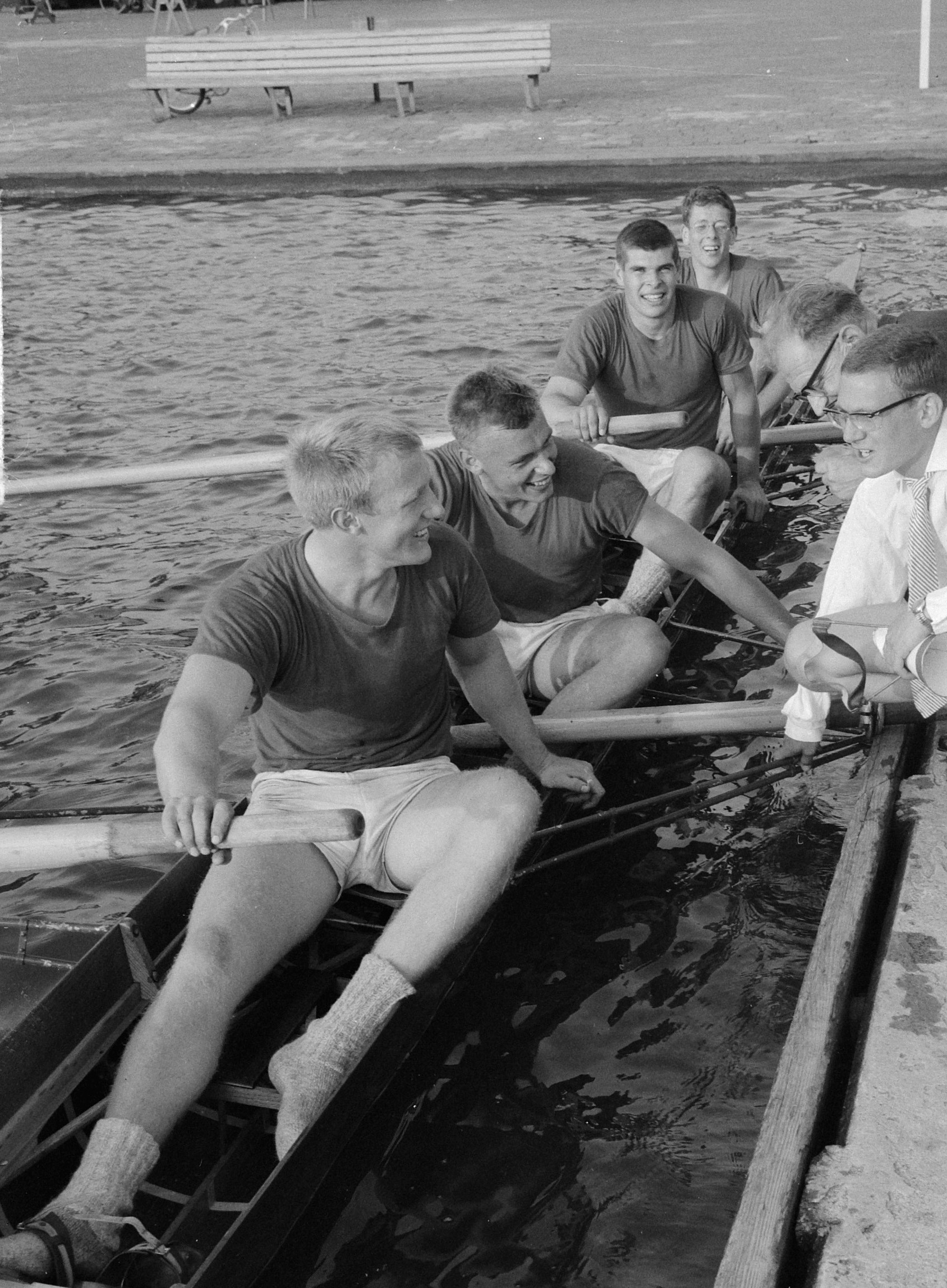
Alex Mullink (vorn) im Vierer bei den niederländischen Meisterschaften 1964

Alex Gerhard „Lex“ Mullink (* 19. Dezember 1944 in Almelo) ist ein ehemaliger niederländischer Ruderer. 
Der 1,89 m große Alex Mullink vom Ruderverein D.S.R.V. Laga in Delft gewann bei den Olympischen Spielen 1964 die Bronzemedaille im Vierer mit Steuermann hinter den Booten aus Deutschland und Italien. Alex Mullink war als Schlagmann auch der jüngste Mann im Boot, wobei außer dem 1938 geborenen Steuermann Marius Klumperbeek mit Jan van de Graaff, Frederik van de Graaff und Robert van de Graaf ausschließlich 1944 geborene Ruderer im Vierer saßen. 